# Théophile Libbrecht
Pour les articles homonymes, voir Libbrecht.
Théophile Charles Marie Xavier Libbrecht, né le 6 mai 1829 à Gand et décédé le 31 octobre 1907 à Saint-Nicolas fut un homme politique catholique belge.

## Éléments biographiques
Théophile Libbrecht est issu d'une famille préoccupée par la chose politique ; il est le fils de Charles Libbrecht (1796-1858) et Isabella Liedts (1807-?). Il étudie le droit à l'université de Gand où il décroche son doctorat en 1853. Il exerce la profession d'avocat à Gand.
En 1859, il épouse Joséphine van Naemen (1835-1895) qui lui donnera cinq enfants. Seul Joseph Libbrecht parviendra à l'âge adulte, qui deviendra sénateur.
En 1866, il est élu conseiller provincial de la province de Flandre-Orientale (1866-1904) ; il prête serment le 3 juillet. Il devint président du conseil de 1870 à 1904. Il est alors âgé de 75 ans.
Il investit en 1866 dans le capital de la SA La Lieve, une entreprise de filage et de tissage. Il est également membre de la Fédération archéologique et historique de Belgique.
Théophile Libbrecht meurt à Saint-Nicolas, le 31 octobre 1907, à l'âge de 78 ans.

## Reconnaissances
Il fut créé chevalier (1882), officier (1888) et commandeur (1893) de l'ordre de Léopold ; il reçut la Croix civique pour la longueur, hors du commun, de sa carrière.

## Sources et références
1. ↑  « Jurys universitaires combinés. Deuxième session de 1851. Jurys combinés de Gand-Bruxelles », Moniteur belge, 6 août 1851, p. 2072.
2. ↑  Eugène vander Haeghen (éditeur), Wegwijzer der stad Gent en der provincie Oost-Vlaanderen, 1856 (OCLC 50392578, lire en ligne), p. 164
3. ↑  Mémorial administratif de la Flandre-Orientale, volume 100, p. 696.
4. ↑  Mémorial administratif de la Flandre-Orientale, volume 100, p. 706.
5. 1 2  Tony Valcke, De fonteinen van de Oranjeberg: politiek-institutionele geschiedenis van de provincie Oost-Vlaanderen van 1830 tot nu, vol. 3, Academia Press (lire en ligne)
6. ↑  Annexes du Moniteur belge, 28 novembre 1866.
7. ↑  Fédération des cercles d'archéologie et d'histoire de Belgique, Annales de la Fédération archéologique et historique de Belgique, 1907